# Zakaria Fatihi
Zakaria Fatihi (25 juni 2003) is een Nederlands voetballer die als middenvelder voor SDC Putten speelt.

## Carrière
Zakaria Fatihi speelde in de jeugd van ASC Waterwijk. Als jeugdspeler liep hij stage bij Almere City FC, maar dit leverde geen transfer op. In 2021 maakte hij de overstap naar Telstar, waar hij vooral in het onder-21-elftal speelde. Hij debuteerde in het betaald voetbal voor Telstar op 31 maart 2023, in de met 3-1 verloren uitwedstrijd tegen ADO Den Haag. Hij kwam in de 90+2e minuut in het veld voor Yaël Liesdek. Enkele weken later viel hij in de thuiswedstrijd tegen VVV-Venlo ook kort in. In het seizoen 2023/24 kwam hij tot vier korte invalbeurten. In het seizoen 2024/25, waarin Telstar naar de Eredivisie promoveerde, kwam hij niet in actie. In 2025 maakte Fatihi de overstap naar SDC Putten.

### Statistieken
| Seizoen                    | Club           | Land           | Competitie     | Competitie | Competitie | Beker | Beker | Totaal | Totaal |
| Seizoen                    | Club           | Land           | Competitie     | Wed.       | Dlp.       | Wed.  | Dlp.  | Wed.   | Dlp.   |
| -------------------------- | -------------- | -------------- | -------------- | ---------- | ---------- | ----- | ----- | ------ | ------ |
| 2022/23                    | Telstar        | Nederland      | Eerste divisie | 2          | 0          | 0     | 0     | 2      | 0      |
| 2023/24                    | Telstar        | Nederland      | Eerste divisie | 4          | 0          | 0     | 0     | 4      | 0      |
| 2024/25                    | Telstar        | Nederland      | Eerste divisie | 0          | 0          | 0     | 0     | 0      | 0      |
| Carrièretotaal             | Carrièretotaal | Carrièretotaal | Carrièretotaal | 6          | 0          | 0     | 0     | 6      | 0      |
| Bijgewerkt op 27 juni 2025 |                |                |                |            |            |       |       |        |        |